# Jaroslav Balaštík
Jaroslav Balaštík (né le 28 novembre 1979 à Uherské Hradiště en Tchécoslovaquie aujourd'hui ville de République tchèque) est un joueur professionnel de hockey sur glace.

## Carrière en club
Il commence sa carrière en tant que junior moins de 20 ans en 1997-98. La même année, il joue également six matchs avec l'équipe sénior du HC Zlín du championnat Élite tchèque (Extraliga).
Il joue au sein du club jusqu'en 2002 et rejoint ensuite une saison le HPK Hämeenlinna du championnat finlandais. Avant cette saison dans le championnat finlandais il participe au repêchage d'entrée dans la Ligue nationale de hockey et est choisi par les Blue Jackets de Columbus en tant que 184e choix (sixième ronde).
Le club finlandais finit à la troisième place du championnat mais Jaroslav Balaštík décide de retourner jouer dans son pays pour son club de toujours. Il va alors joueur deux bonnes saisons en étant le meilleur buteur de l'Extraliga en 2004 et 2005 ainsi que le meilleur pointeur et buteur des séries éliminatoires de 2004. EN 2004-05, il est également élu meilleur attaquant de la ligue tchèque.
En 2005-2006, il quitte l'Europe pour rejoindre l'Amérique du Nord et les Blue Jackets. Il joue la majorité de la saison dans la LNH même s'il joue une vingtaine de matchs dans la Ligue américaine de hockey avec les Crunch de Syracuse, franchise affiliée aux Blue Jackets. Au cours de cette première saison, il inscrit 6 tirs de fusillade sur 9 tentatives. Il commence la saison suivante en Amérique du Nord mais le 13 décembre 2006, il est contacté par les dirigeants du HV 71 de l'Elitserien (championnat de Suède). Il rejoint alors Jan Hrdina son ancien coéquipier de 2005-06 au sein de l'équipe.

### Trophées et honneurs personnels
Extraliga
- 2003-04 - meilleur buteur de la saison et meilleur pointeur des séries
- 2004-05 - meilleur buteur de la saison et des séries. Meilleur attaquant de la saison.

## Statistiques
| Saison    | Équipe                   | Ligue         |    | Saison régulière | Saison régulière | Saison régulière | Saison régulière | Saison régulière |   | Séries éliminatoires | Séries éliminatoires | Séries éliminatoires | Séries éliminatoires | Séries éliminatoires |
| Saison    | Équipe                   | Ligue         | PJ | B                | A                | Pts              | Pun              | PJ               | B | A                    | Pts                  | Pun                  |                      |                      |
| 1997-1998 | HC Zlín                  | Extraliga Jr. |    |                  |                  |                  |                  |                  |   |                      |                      |                      |                      |                      |
| 1997-1998 | HC Zlín                  | Extraliga     | 6  | 0                | 2                | 2                | -                | -                | - | -                    | -                    | -                    |                      |                      |
| 1998-1999 | HC Zlín                  | Extraliga Jr. |    |                  |                  |                  |                  |                  |   |                      |                      |                      |                      |                      |
| 1998-1999 | HC Zlín                  | Extraliga     | 41 | 4                | 8                | 12               | 12               | 9                | 1 | 0                    | 1                    | 27                   |                      |                      |
| 1999-2000 | HC Zlín                  | Extraliga Jr. | 4  | 5                | 5                | 10               | 2                | -                | - | -                    | -                    | -                    |                      |                      |
| 1999-2000 | HC Zlín                  | Extraliga     | 48 | 7                | 10               | 17               | 18               | 4                | 0 | 1                    | 1                    | 2                    |                      |                      |
| 2000-2001 | HC Zlín                  | Extraliga     | 52 | 8                | 17               | 25               | 32               | 6                | 1 | 1                    | 2                    | 6                    |                      |                      |
| 2001-2002 | HC Zlín                  | Extraliga     | 50 | 25               | 19               | 44               | 32               | 11               | 3 | 5                    | 8                    | 14                   |                      |                      |
| 2002-2003 | HC Zlín                  | Extraliga     | 31 | 14               | 8                | 22               | 26               | -                | - | -                    | -                    | -                    |                      |                      |
| 2002-2003 | HPK Hämeenlinna          | SM-liiga      | 13 | 5                | 7                | 12               | 2                | 13               | 4 | 3                    | 7                    | 6                    |                      |                      |
| 2003-2004 | HC Zlín                  | Extraliga     | 51 | 29               | 18               | 47               | 54               | 17               | 9 | 9                    | 18                   | 32                   |                      |                      |
| 2004-2005 | HC Zlín                  | Extraliga     | 52 | 30               | 16               | 46               | 74               | 17               | 4 | 9                    | 13                   | 52                   |                      |                      |
| 2004-2005 | HC Zlín                  | CE            | 2  | 1                | 1                | 2                | 4                | -                | - | -                    | -                    | -                    |                      |                      |
| 2005-2006 | Crunch de Syracuse       | LAH           | 14 | 3                | 3                | 6                | 6                | -                | - | -                    | -                    | -                    |                      |                      |
| 2005-2006 | Blue Jackets de Columbus | LNH           | 66 | 12               | 10               | 22               | 26               | -                | - | -                    | -                    | -                    |                      |                      |
| 2006-2007 | Crunch de Syracuse       | LAH           | 6  | 2                | 3                | 5                | 6                | -                | - | -                    | -                    | -                    |                      |                      |
| 2006-2007 | Blue Jackets de Columbus | LNH           | 8  | 1                | 1                | 2                | 4                | -                | - | -                    | -                    | -                    |                      |                      |
| 2006-2007 | HV 71                    | Elitserien    | 25 | 3                | 10               | 13               | 4                | 14               | 5 | 2                    | 7                    | 34                   |                      |                      |
| 2007-2008 | HC Zlín                  | Extraliga     | 52 | 29               | 11               | 40               | 72               | -                | - | -                    | -                    | -                    |                      |                      |
| 2008-2009 | HC Zlín                  | Extraliga     | 52 | 20               | 16               | 36               | 72               | 5                | 0 | 0                    | 0                    | 26                   |                      |                      |
| 2009-2010 | HC Zlín                  | Extraliga     | 45 | 21               | 21               | 42               | 32               | 6                | 8 | 6                    | 13                   | 8                    |                      |                      |
| 2010-2011 | HC Zlín                  | Extraliga     | 52 | 22               | 13               | 35               | 36               | 4                | 2 | 1                    | 3                    | 4                    |                      |                      |
| 2011-2012 | BK Mladá Boleslav        | Extraliga     | 52 | 17               | 16               | 33               | 38               | -                | - | -                    | -                    | -                    |                      |                      |
| 2012-2013 | HC Zlín                  | Extraliga     | 52 | 26               | 13               | 39               | 28               | 19               | 4 | 4                    | 8                    | 4                    |                      |                      |
| 2013-2014 | HC Zlín                  | Extraliga     | 52 | 20               | 11               | 31               | 34               | 16               | 4 | 5                    | 9                    | 14                   |                      |                      |
| 2014-2015 | HC Zlín                  | Extraliga     | 14 | 3                | 2                | 5                | 6                | -                | - | -                    | -                    | -                    |                      |                      |
| 2014-2015 | HC Bílí Tygři Liberec    | Extraliga     | 23 | 2                | 1                | 3                | 10               | -                | - | -                    | -                    | -                    |                      |                      |

## Carrière internationale
Il représente la République tchèque lors des compétitions internationales suivantes :
Championnat d'Europe junior
- 1997

Championnat du monde junior
- 1999

Championnat du monde
- 2003 - 4e place
- 2006 -   Médaille d'argent
- 2007 - défaite en quart de finale